# Susanne Brorson

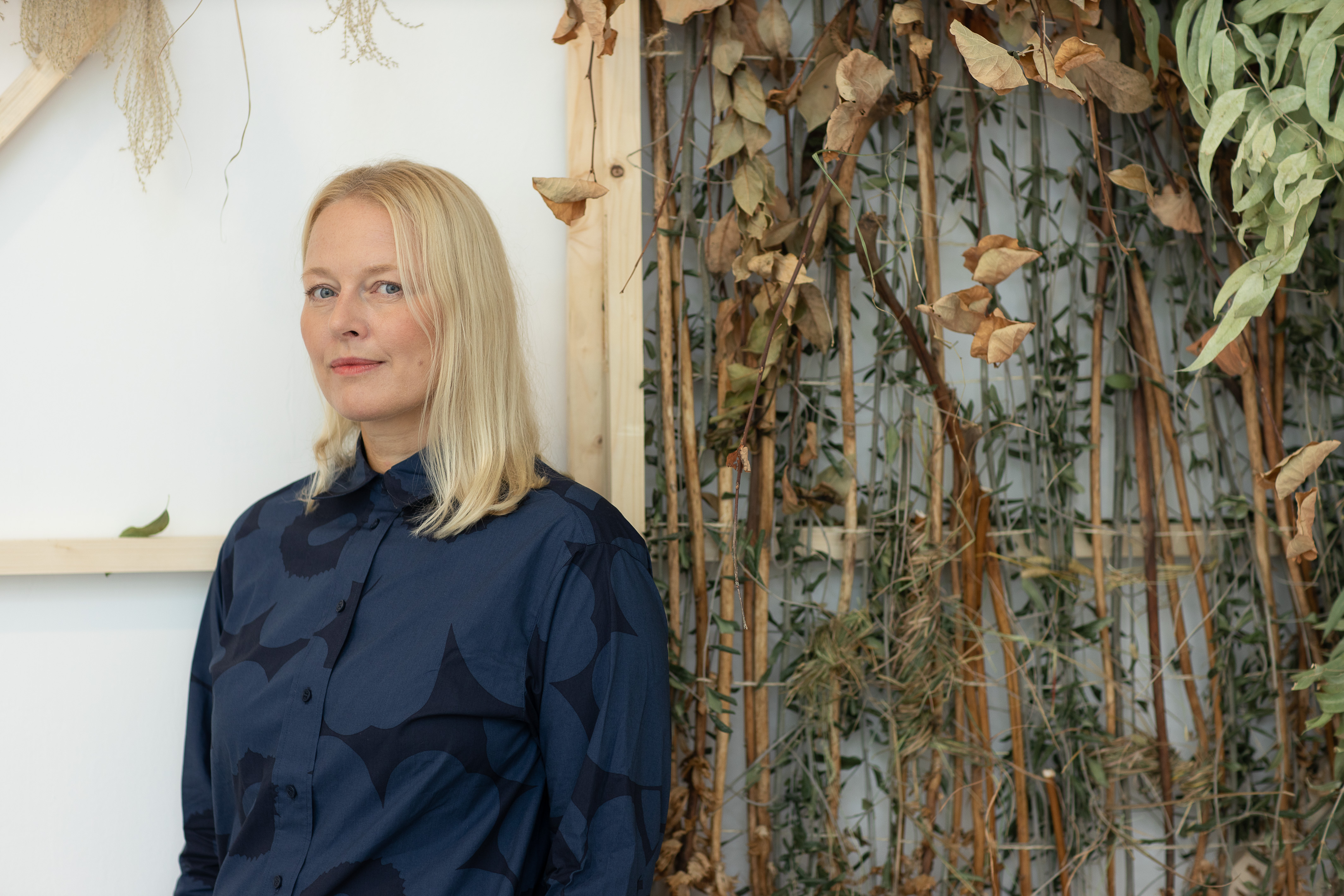
Susanne Brorson (2023)

Susanne Brorson (* 1979 in Stralsund) ist eine deutsche Architektin.

## Leben
Brorson studierte Architektur an der Universität der Künste Berlin, am Politecnico di Milano und an der Bauhaus-Universität Weimar, wo sie 2004 ihr Studium mit dem Diplom abschloss. Danach arbeitete sie als Architektin in London bei East Architecture, Stephen Taylor Architects und Karakusevic Carson Architects und in den Berliner Architekturbüros Léon Wohlhage, Wernik und Gesine Weinmiller. 2011 gründete sie mit ihrem Ehemann Carl Brorson das Büro Brorson & Bookhagen, 2021 das Studio Susanne Brorson in Bergen auf Rügen. 2024 wurde sie in den Bund Deutscher Architektinnen und Architekten (BDA) berufen. Brorson beschäftigt sich in der Praxis wie auch im Rahmen von Lehre und Forschung mit vernakulärer und klimagerechter Architektur im Ostseeraum.

## Lehre
2019–21 unterrichtete Brorson als Gastprofessorin an der Hochschule Wismar, 2021/22 an der RISEBA Universität für Wirtschaft, Kunst und Technologie (Faculty of Architecture and Design) in Riga. 2022/23 vertrat sie die Professur Entwerfen und Experimentelles Gestalten an der HafenCity Universität Hamburg. 2023/24 wirkte sie als Gastprofessorin an der Università degli studi RomaTRE in Rom. 2025/26 lehrt sie als Gastprofessorin an der Akademie der bildenden Künste Wien.

## Bauten
- Experimentalhaus, Rügen (2023)
- Eco Village, Rügen (2020)

## Auszeichnungen, Preise und Stipendien
Ihre Arbeiten auf der Insel Rügen wurden 2024 und 2021 mit Anerkennungen beim BDA Preis Mecklenburg-Vorpommern gewürdigt und mit dem German Design Award 2023 und dem Iconic Award 2022 ausgezeichnet. 2023/24 war sie Stipendiatin der Deutschen Akademie Rom Villa Massimo.

## Veröffentlichungen
- Leben im 1:1-Experiment, in Häuser des Jahres, Callwey, München 2024, ISBN 978-3-7667-2712-1
- The Music Pavilion in Sassnitz. A Shell Structure by Ulrich Hüther in Collaboration with Dietmar Kuntzsch and Otto Patzelt, in Candela Isler Müther. Positions on Shell Construction, Birkhäuser, Basel 2021. ISBN 978-3-0356-2096-2